# SJ Dm sorozat
Az SJ Dm sorozat egy svéd 15 kV, 16,7 Hz-es váltakozó áramú, 1'D+D1' tengelyelrendezésű többszekciós villamosmozdony-sorozat volt. Az SJ üzemeltette. Összesen 20 db készült belőle 1953 és1960 között az ASEA gyárában.